# Jiidesh İdirisova
Jiidesh İdirisova (Kirgizisch: Жийдеш Идирисова; Naryn, 19 januari 1985) is een Kirgizische singer-songwriter.

## Biografie
İdirisova werd in 1985 geboren in de stad Naryn. Ze groeide op in een eenvoudig gezin. Haar moeder stond alleen in voor de opvoeding van Jiidesh en haar jongere broer Jarkynbek.
In haar tienerjaren zette İdirisova de eerste stappen in de muziekwereld. Vanaf 2001 nam ze deel aan verschillende muziekwedstrijden en in 2007 begon ze ook zelf liedjes te schrijven. İdirisova heeft deel uitgemaakt van verschillende bands en groepen. Ze heeft eerst zes jaar lang deel uitgemaakt van Artek. Met deze groep tourde ze door Kirgizië, Kazachstan en Rusland. Hierdoor verkreeg ze landelijke bekendheid. In 2013 zong ze samen met Asia Mix in de KVN Premier League. Hierna begon İdirisova zich meer te focussen op haar solocarrière.
In 2014 mocht ze tijdens de slotceremonie van de World Nomad Games optreden.
Eind 2015 nam İdirisova deel aan de Kirgizische voorronde voor het Türkvizyonsongfestival. Op 22 november won ze de nationale finale en vertegenwoordigde ze haar vaderland op het derde Türkvizyonsongfestival met het liedje: Kim bilet. In Istanboel wist İdirisova het festival te winnen met 194 punten. Ze kreeg negen punten meer dan de Kazachse groep Orda. Haar overwinning was de eerste overwinning van Kirgizië op het festival. İdirisova beschreef haar winst als een overwinning voor het Kirgizische volk.
Als gevolg van haar winst op het Türkvizyonsongfestival kreeg İdirisova internationale bekendheid. In 2016 was ze opnieuw aanwezig op de World Nomad Games. Samen met acht andere zangers zong ze het officiële lied van de spelen.

## Privé
İdirisova heeft sinds 2010 een relatie met singer-producer Andrei Dogai. Het paar trouwde in 2016 en heeft twee dochters Sevara en Adele.

## Discografie

### Singles
- Edem almasi (2010)
- Sen (2014)
- Apakem (2015)
- Ömür (2015)
- Kayir dil (2015)
- Karligaçim (2015)
- Eki jürök (2015)
- Kim bilet (2015)
- Janim (2016)
- Eki kanat (2016)
- Jaŋi jil (2018)
- Narinay (2018)

2013: Çoro · 
2014: Non-Stop · 
2015: Jiidesh İdirisova ·
2020: Aiganysh Abdieva
2013: Farid Hasanov · 
2014: Janar Duğalova ·
2015: Jiidesh İdirisova ·
2020: Natalia Papazoglu